# Sten Stensen
Sten Einar Stensen, född 18 december 1947 i Lier, är en norsk före detta skridskoåkare som tillhörde världseliten under 1970-talet. Han var en av Norges fyra ess i skridskoåkning. Stensen var skickligast på de långa distanserna.
Stensen blev olympisk mästare på 5000 meter 1976 och tog silver på 10000 meter samma år. Han hade redan under vinter-OS 1972 tagit brons på 5000 meter och 10000 meter. Han blev världsmästare allround 1974 och europamästare året efter. Av utmärkelser kan nämnas Morgenbladets gullmedalje 1974, Oscarstatuetten 1974 och 1976 samt Fearnleys olympiske ærespris 1976.

## Biografi
Stensen föddes och växte upp i Lier. Hans föräldrar är Rolf Stensen och Laila Olsen. Gift 1970 med Inger Johanne Bråthen. I skridsko tävlade Stensen för Drammens Skøiteklub. Hans första nationella framgång kom som nittonåring, då han blev fyra i norska juniormästerskapen. Han tog sitt första norska mästerskap allround 1973. Då hade han året innan deltagit i olympiska lekarna i Sapporo och tagit brons både på 5000 och 10000 meter. Stensen var ytterst nära att bli världsmästare allround 1973 men blev slagen av Göran Claeson med en poängsumma som motsvarade endast 0,34 sekunder på avslutningsdistansen 10000 meter. Året därpå gick allt Stensens väg och han vann världsmästerskapen som avgjordes i Inzell. 1975 vann han europamästerskapen i holländska Heerenveen. Han kunde 1976 komplettera sin guldmedaljsamling med OS-guldet på 5000 meter som han vann två sekunder före Piet Kleine. På 10000 meter kom han tvåa efter Kleine.
Under sin karriär satte Stensen två världsrekord som båda kom på 10 000 meter 1976. Det första var under EM på Bislett då han körde på 14.50,31. Senare samma år på hög höjd i Alma-Ata sänkte han rekordet till 14.38,08.